# Дробниця

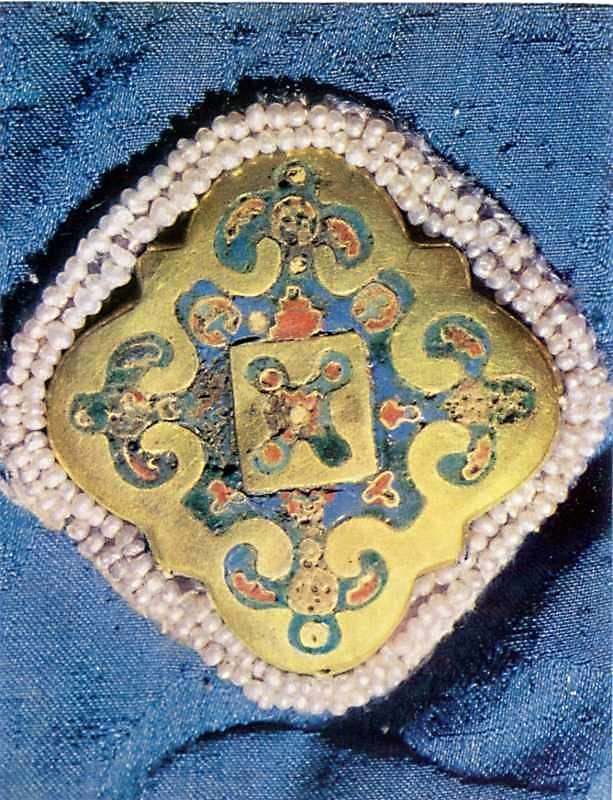
Золота дробниця з перебірчастими емалями. Київська Русь.

Дро́бниця — металева пластина круглої або прямокутної форми, яку використовували як  ґудзик або прикрасу, що нашивалася на одяг доби Київської Русі. Дробниця виготовлялася з бронзи, срібла або золота методом лиття, декорувалась переважно сакрально-геометричним малюнком у вигляді стилізових хрестів. Елементи малюнку покривалися виїмчастими або перебірчастими емалями, рідше — позолотою.
|  |
|  |

|  |
|  |

|  |
|  |